# Marko Ristić
Marko Ristić (Beograd, 20. lipnja 1902. – Beograd, 12. srpnja 1984.) bio je srpski književnik.

## Životopis
Ristić je diplomirao 1925. godine na Filozofskom fakultetu u Beogradu. Bio je supokretač nekoliko književnih časopisa i književni kritičar Politike. Kao teoretičar nadrealizma zauzimao se za potpunu slobodu stvaralaštva. Nakon Drugog svjetskoga rata nekoliko godina je bio jugoslavenski veleposlanik u Francuskoj. Napustivši nadrealistička stajališta piše eseje o hrvatskoj, srpskoj i francuskoj književnosti i memoarske zapise.

## Djela
Nepotpuna bibliografija:
- Pozicija nadrealizma (1930., suautor)
- Nacrt za jednu fenomenologiju iracionalnog (1931., suautor)
- Anti-Zid (1932., suautor)
- Predgovor za nekoliko nenapisanih romana (1936.)
- Turpituda (1938)., poema[1]
- Književna politika (1952.)
- Prostor-Vreme (1952.)
- Krleža (1954.)
- Hacer Tiempo (1964.), memoarski zapisi

## Vanjske poveznice
Mrežna mjesta
- Marko Ristić, www.avantgarde-museum.com
- Marko Ristić, nadrealizam.rs
- Milanka Todić, Miroslav Krleža i Marko Ristić: sinestezija poetskog i vizuelnog  Arhivirana inačica izvorne stranice od 8. svibnja 2021. (Wayback Machine), Zbornik radova s Desničinih susreta 2016., FFZG, Zagreb, 2017., ISBN 9789531756648 (HAW)